# Лакшери
«Ла́кшери» (от англ. luxury — роскошь) — третий студийный альбом Ноггано, российского хип-хоп-проекта Вакуленко Василия, изданный 31 декабря 2016 года. Презентация альбома состоялась 4 марта 2017 года в Санкт-Петербурге.

## История и предпосылки
Полноценная работа над альбомом «хулиганского проекта» Ноггано началась после выпуска пластинки «Баста 5» от имени Басты, однако на альбоме имеется ряд песен, записанных задолго до новостей о подготовке альбома. Так, в 2015 году вышли синглы «Дети капитана Гранта», «Собака съела товар», «Питон, что за заварушка?» (на альбоме — «Питон»).
Изначально на альбоме должно было быть 30 песен, по словам Вакуленко, — «о красивой лёгкой жизни ростовской молодёжи». Но в итоговом варианте треклист состоит из 35 дорожек.
Первым синглом альбома стала композиция «No Banditos», появившаяся в сети 25 октября 2016 года. 14 декабря появляется совместная работа с Купэ — «Бра-за-Бро», а 27 декабря — сингл «Ролексы» и видеоклип на него в стиле короткометражного фильма о бандитских разборках в 90-х.
Для приглашения на презентацию альбома в Санкт-Петербурге была записана композиция «Ленинград» при участии QП. На работу также снят видеоклип.
Клип «Роза ветров» стал видеосопровождением к одноимённому роману Андрея Геласимова, посвящённого освоению Дальнего Востока и амурской экспедиции адмирала Геннадия Невельского в частности.

## Оценка и критика
По мнению редакции журнала GQ, альбом Ноггано «Лакшери» выходит «на самом пике популярности и востребованности Вакуленко и оборачивается не просто закреплением позиций по всем фронтам, но непререкаемым аргументом в пользу его артистизма, неуемной фантазии и таланта». 

«Лакшери» – венец его творчества, его лучшая пластинка со времен совместного альбома с Гуфом, новая классика, доказывающая, что второго такого, как Василий Вакуленко, в природе попросту нет.— Алексей Алеев, GQ
По итогам 2017 года альбом занял пятую строчку в чарте Apple Music и iTunes среди самых популярных альбомов у россиян.

## Список композиций
Вся музыка написана Василий Вакуленко.
| №   | Название                             | Текст песни                                                    | Длительность |
| --- | ------------------------------------ | -------------------------------------------------------------- | ------------ |
| 1.  | «Интро»                              | Василий Вакуленко                                              | 0:05         |
| 2.  | «Семёрка»                            | Василий Вакуленко                                              | 3:32         |
| 3.  | «Бра-за-Бро» (feat. QП)              | Василий Вакуленко, Вадим Карпенко                              | 4:27         |
| 4.  | «Торговец снами»                     | Василий Вакуленко                                              | 6:36         |
| 5.  | «Район торчит (No Banditos)»         | Василий Вакуленко                                              | 3:38         |
| 6.  | «Собака съела товар»                 | Василий Вакуленко                                              | 3:44         |
| 7.  | «Кот, который тебя унизит»           | Василий Вакуленко                                              | 3:52         |
| 8.  | «Пьяница» (feat. Скриптонит)         | Василий Вакуленко, Адиль Жалелов                               | 4:15         |
| 9.  | «Барыгу долбить»                     | Василий Вакуленко                                              | 3:55         |
| 10. | «Long Long Bnz» (Скит)               | Василий Вакуленко                                              | 0:54         |
| 11. | «БМ»                                 | Василий Вакуленко                                              | 3:41         |
| 12. | «Хардкор» (feat. QП)                 | Василий Вакуленко, Вадим Карпенко                              | 4:03         |
| 13. | «Не кури марихуану» (feat. Antimary) | Василий Вакуленко                                              | 5:18         |
| 14. | «За-еб-исъ»                          | Василий Вакуленко                                              | 2:52         |
| 15. | «Не путай»                           | Василий Вакуленко                                              | 4:58         |
| 16. | «Много денег не бывает» (feat. QП)   | Василий Вакуленко, Вадим Карпенко                              | 4:41         |
| 17. | «Большая Ба»                         | Василий Вакуленко                                              | 4:26         |
| 18. | «Бра, беги» (feat. N1NT3ND0)         | Василий Вакуленко                                              | 3:29         |
| 19. | «Маха»                               | Василий Вакуленко                                              | 7:56         |
| 20. | «Короче!»                            | Василий Вакуленко                                              | 5:57         |
| 21. | «Питон»                              | Василий Вакуленко                                              | 4:46         |
| 22. | «Диван» (feat. TGK)                  | Василий Вакуленко, Артём Аверин, Евгений Вибе, Никита Сколюхин | 6:02         |
| 23. | «Девочка» (feat. TGK)                | Василий Вакуленко, Артём Аверин, Евгений Вибе, Михаил Анискин  | 6:29         |
| 24. | «Ки’Real»                            | Василий Вакуленко                                              | 6:50         |
| 25. | «Чи-чи га-га»                        | Василий Вакуленко                                              | 4:43         |
| 26. | «Скрин»                              | Василий Вакуленко                                              | 4:27         |
| 27. | «Прикури от ствола»                  | Василий Вакуленко                                              | 5:59         |
| 28. | «Быстрая жизнь»                      | Василий Вакуленко                                              | 4:16         |
| 29. | «Окраина» (Скит)                     | Василий Вакуленко                                              | 1:00         |
| 30. | «Лес» (Скит)                         | Василий Вакуленко                                              | 0:28         |
| 31. | «Стволок за поясок» (feat. Софи)     | Василий Вакуленко                                              | 4:04         |
| 32. | «Дети капитана Гранта»               | Василий Вакуленко                                              | 5:01         |
| 33. | «Ролексы»                            | Василий Вакуленко                                              | 4:13         |
| 34. | «Тихий Дон» (feat. Баста)            | Василий Вакуленко                                              | 5:00         |
| 35. | «Роза ветров»                        | Василий Вакуленко                                              | 2:17         |

## Видеоклипы
- 2015 — «Собака съела товар»
- 2015 — «Дети капитана Гранта»
- 2016 — «Ролексы»
- 2017 — «Кот, который тебя унизит»
- 2017 — «Роза Ветров»
- 2017 — «Прикури от ствола»

## Интересные факты
- На альбоме присутствуют треки при участии Басты и N1NT3ND0, за которыми, как и за самим Ноггано, стоит один и тот же человек.
- Композиции на альбоме представлены блоками: о мужской дружбе, хулиганский, юмористический, ностальгический[17].
- В треке «Кот, который тебя унизит» — Кот — это третий герой из «Собака съела товар»[17].